# Art as ♡
「Art as ♡」（アート・アス・ハート）は、KOTOKOの楽曲。作詞は本人が手掛け、作曲はElements Gardenの藤田淳平が手掛けている。KOTOKOの1作目の配信限定シングルとして2015年3月25日にリリースされた。

## 概要
前作「ZoNE-iT」から約5ヶ月ぶりのシングルで、KOTOKOとしては初の配信限定シングルとなった。「KOTOKO＆佐藤ひろ美」名義で「One-Chance!!」と同時にリリースされた。ゲームメーカーのフロントウイングから発売されたもので、KOTOKOの公式ディスコグラフィにはカウントされていない。
PCゲーム『イノセントガール』の主題歌に起用されている。楽曲は当初、2014年2月28日にリリースされた同ゲームのサウンドトラック・アルバム『イノセントガール主題歌＆サウンドトラック』に収録されたのを皮切りに、PC主題歌コンピレーション『GWAVE 2014 1st Favorite』にも収録されている。
2020年4月21日に発売されたボックスセット『KOTOKO's GAME SONG COMPLETE BOX "The Bible"』に収録され、KOTOKO個人名義のアルバムに収録されるのは今回が初めてである。

## 収録曲
| #  | タイトル     | 作詞   | 作曲     | 編曲     |  | 時間 |
| -- | ------------ | ------ | -------- | -------- |  | ---- |
| 1. | 「Art as ♡」 | KOTOKO | 藤田淳平 | 藤田淳平 |  | 3:18 |

## 参加ミュージシャン
- Guitar: 加納望
- Violin: 門脇大輔
- All other instruments & programming: 藤田淳平

## スタッフ・クレジット
- Mixed by 近藤久芳 / Recorded at ARIA Studio
- Directed by 藤田淳平 / Sound Produced by Elements Garden
- Production Management: Asami Suita (ARIA entertainment)